# 云雷鸟兽纹铜棺
云雷鸟兽纹铜棺，又名大波那铜棺，长200厘米、宽62厘米、高64厘米，出土自中华人民共和国云南省祥云大波那村木椁铜棺墓，是滇国青铜器的代表作，也是中华人民共和国唯一的青铜时期战国完整的铜棺，现为云南省博物馆藏。

## 特点
1964年3月，出土于祥云大波那村黑龙山嘴，墓为土坑墓穴，有长方形木椁，随同出土的还有青铜兵器、生产工具、铜鼓和各种动物铸件100余件。铜棺由七块铜板用棒铆联接而成。器身饰雷纹、燕纹、虎纹、豹纹、鹿纹、水鸟纹等多种纹饰，还有蜥蜴。云雷鸟兽纹铜棺是云南出土的青铜器中最大的一件。铸造这种铸件需要铜液要连续不断地注入，浇铸时几个坩埚同时熔炼铜液。它反映了战国时期云南青铜器铸造已达到了相当高的水平，也具有较大规模冶炼能力。

## 图库

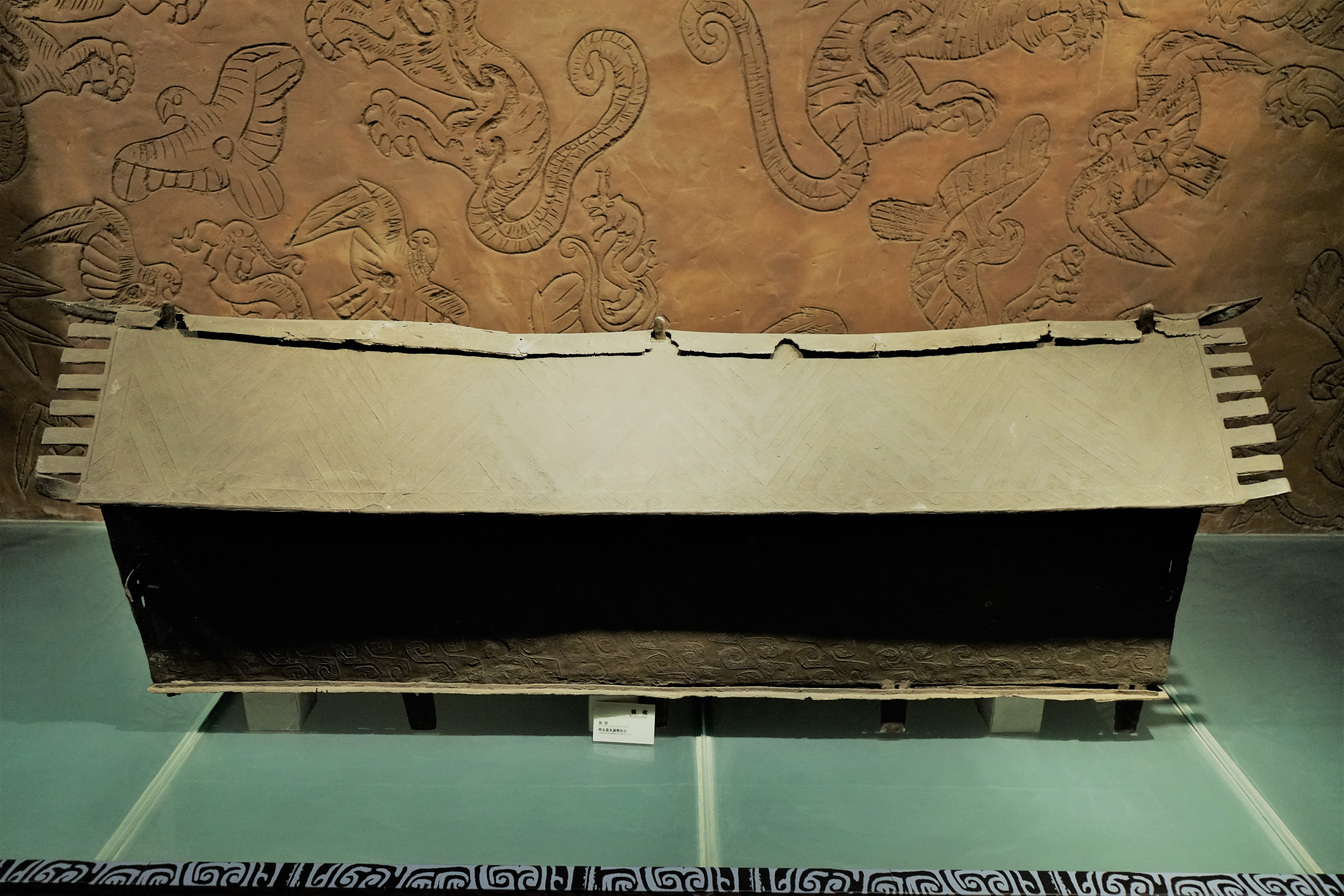
云雷鸟兽纹铜棺 正面
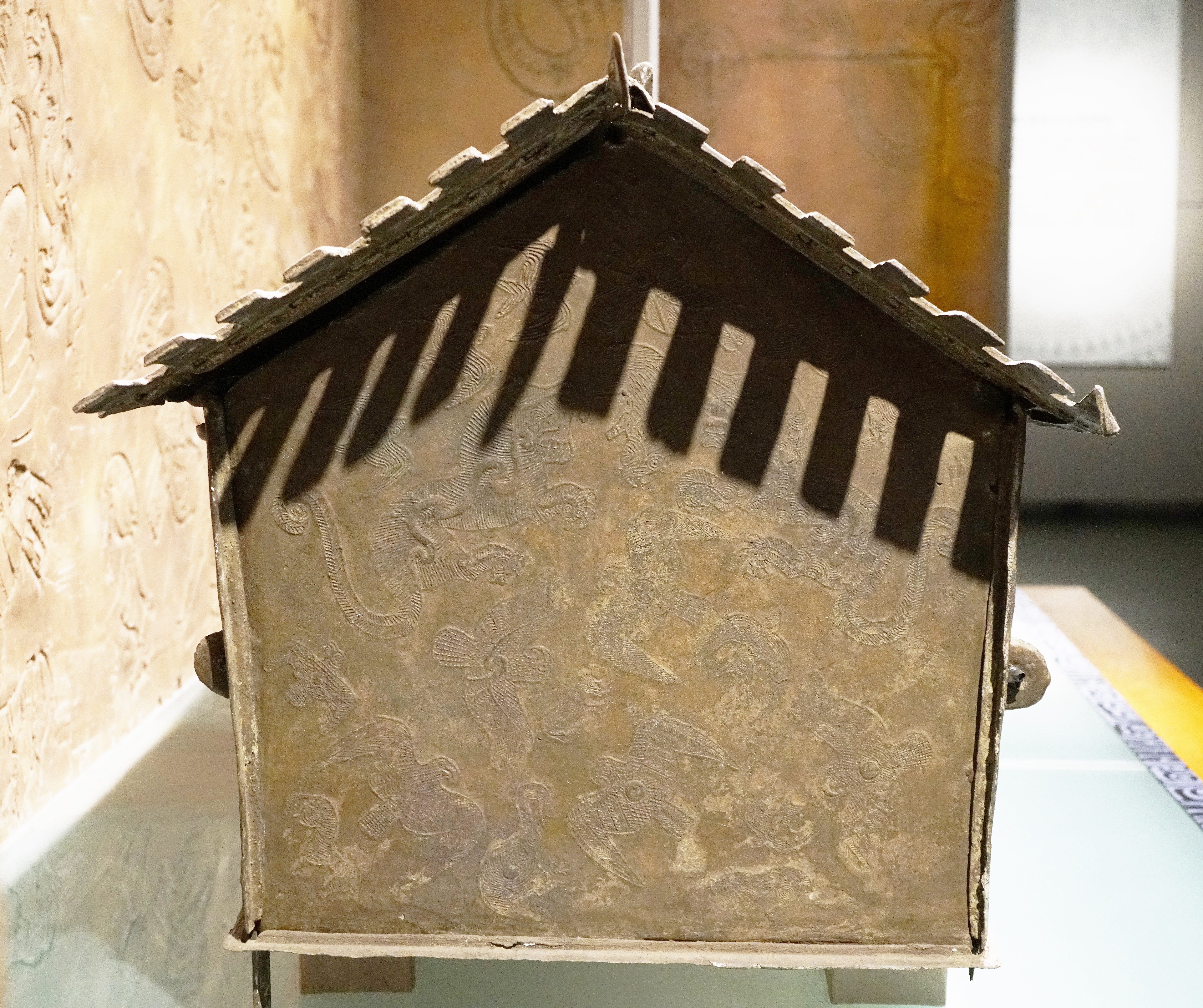
云雷鸟兽纹铜棺 左侧
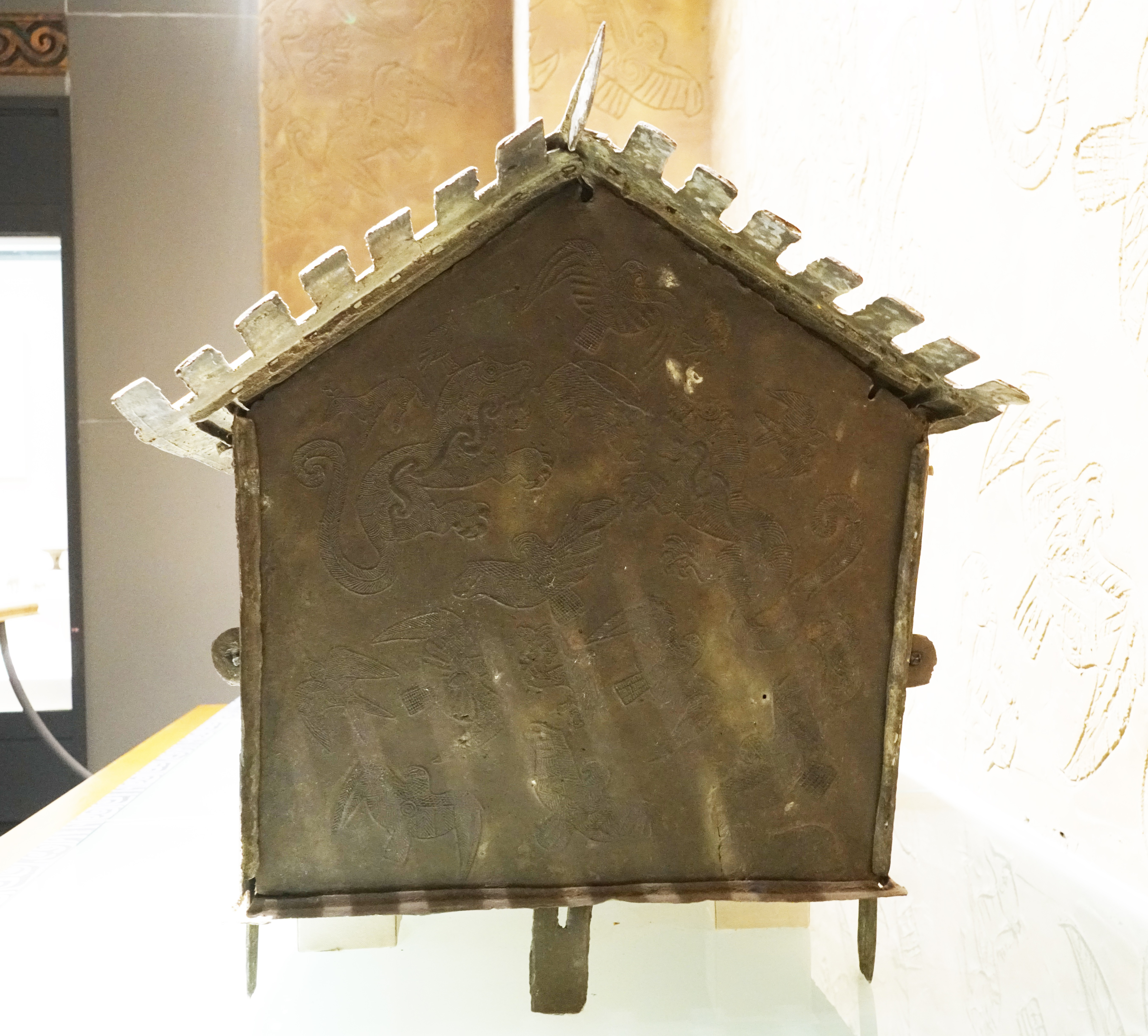
云雷鸟兽纹铜棺 右侧
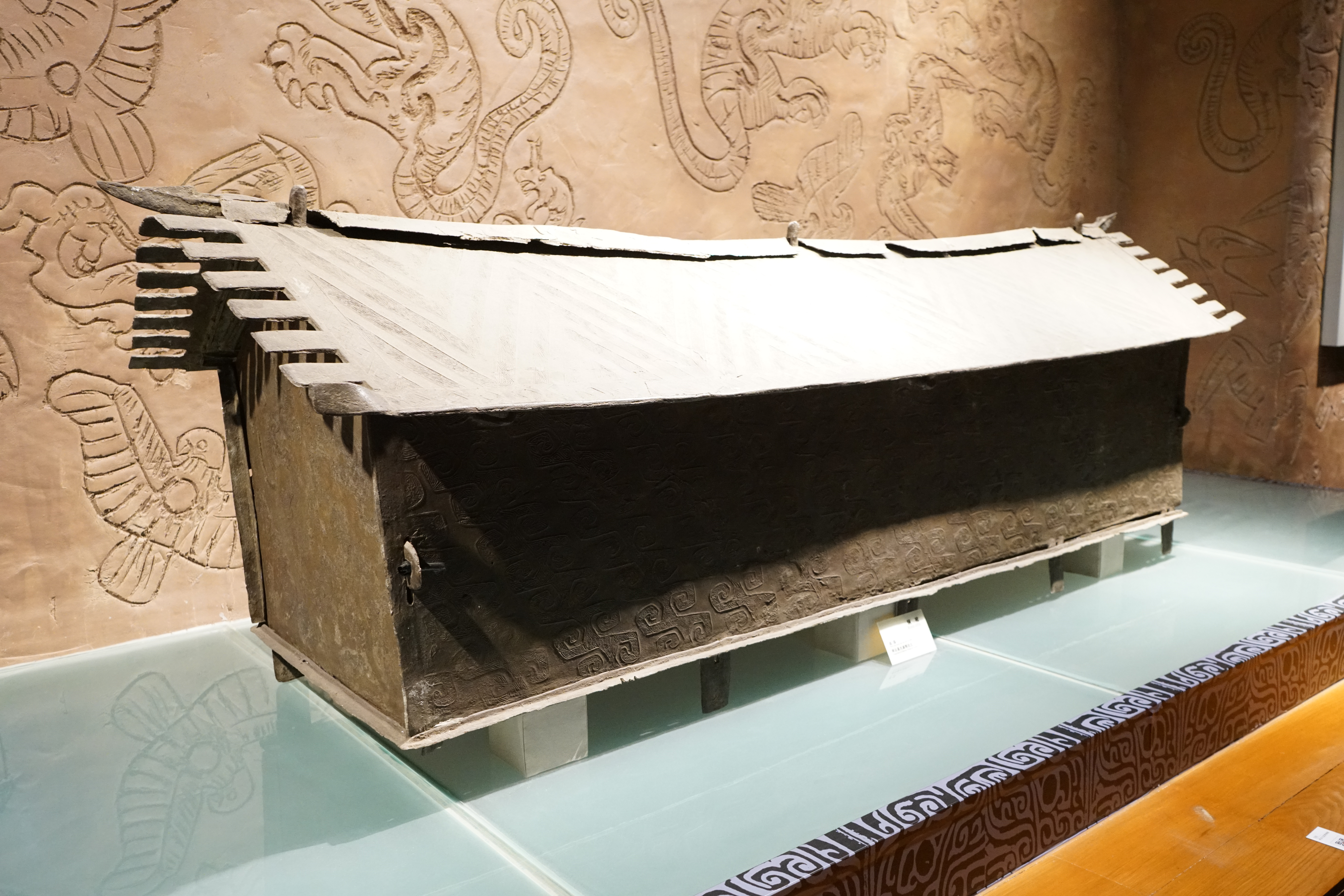
云雷鸟兽纹铜棺 左后方摄
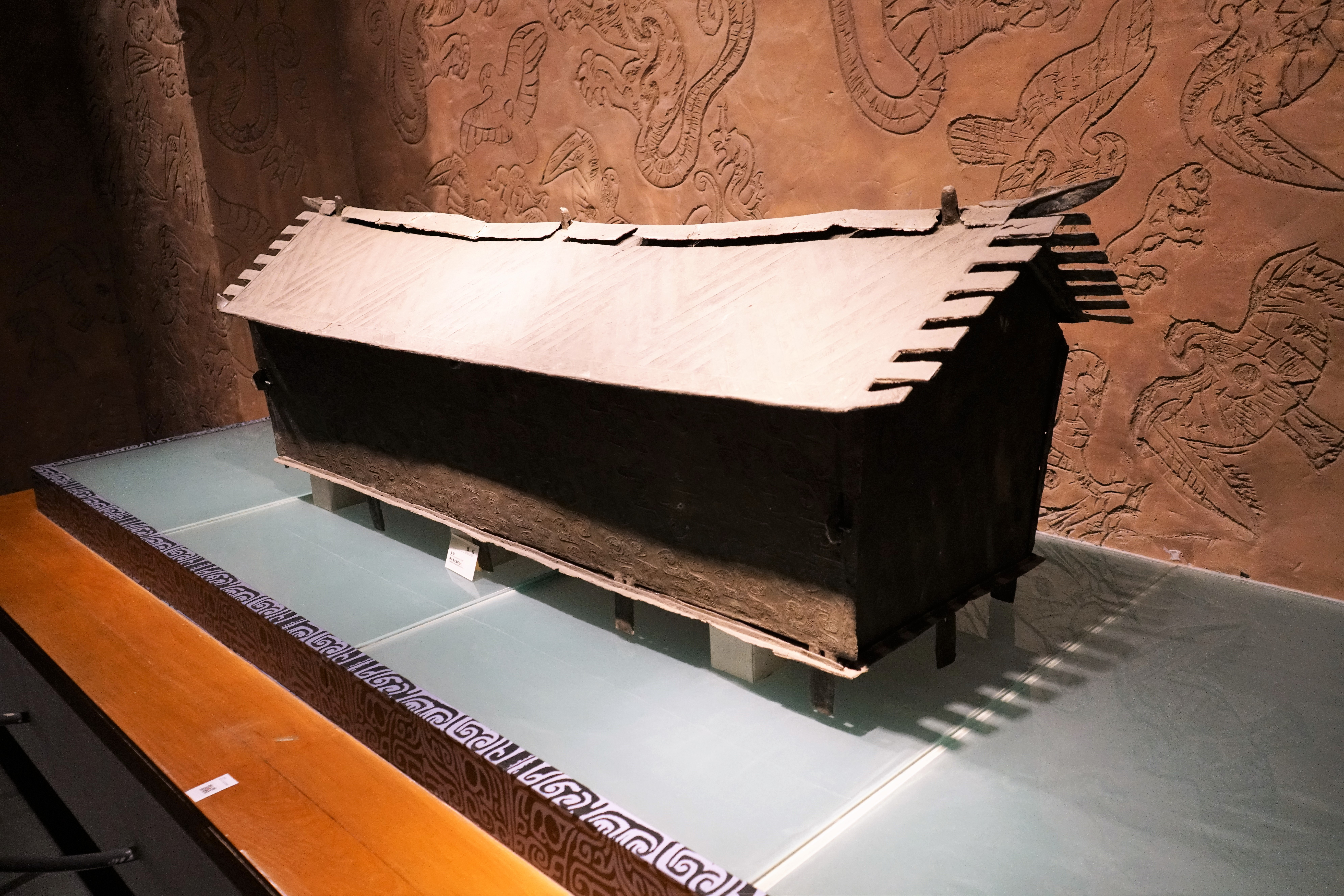
云雷鸟兽纹铜棺 右后方摄
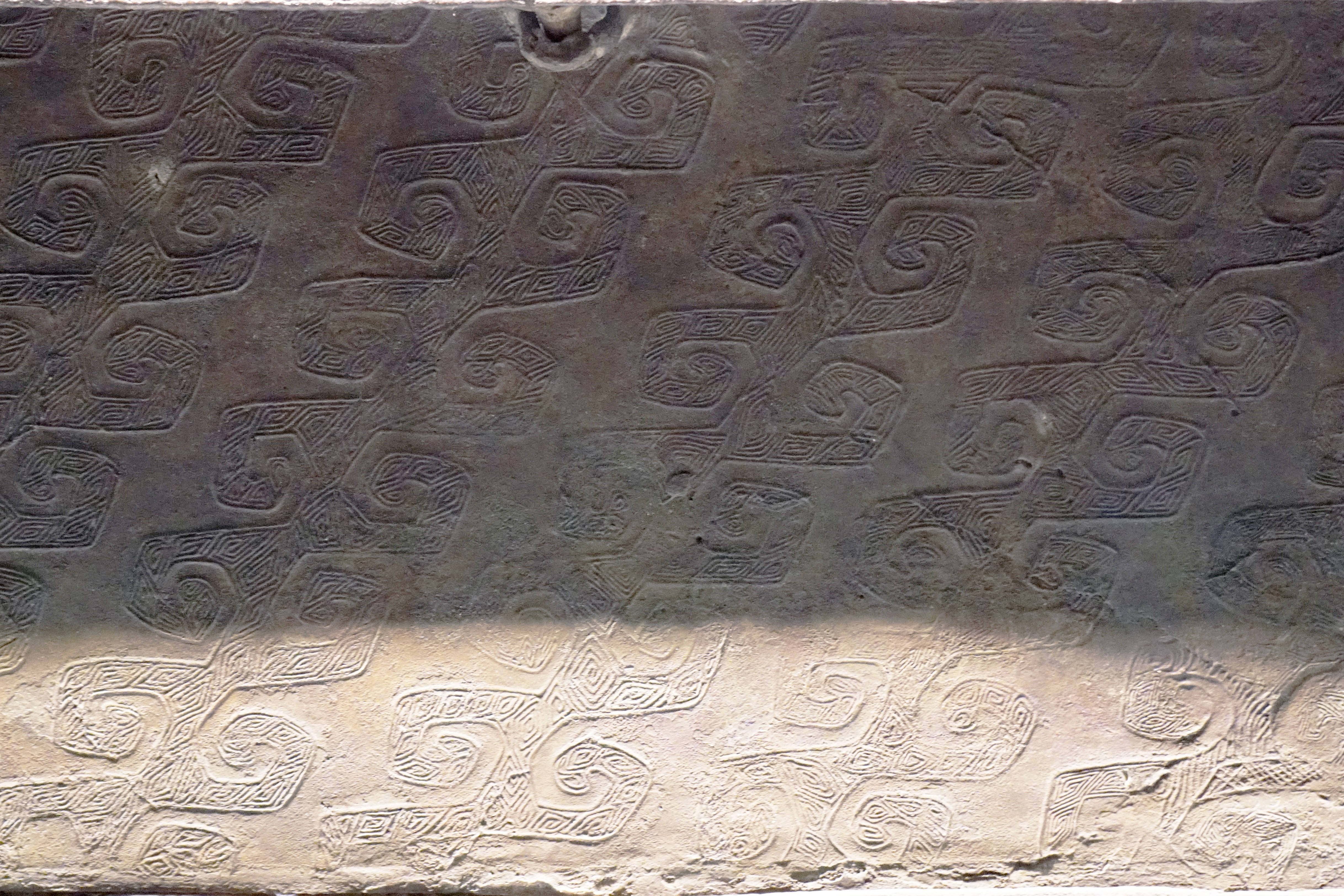
云雷鸟兽纹铜棺 云雷纹
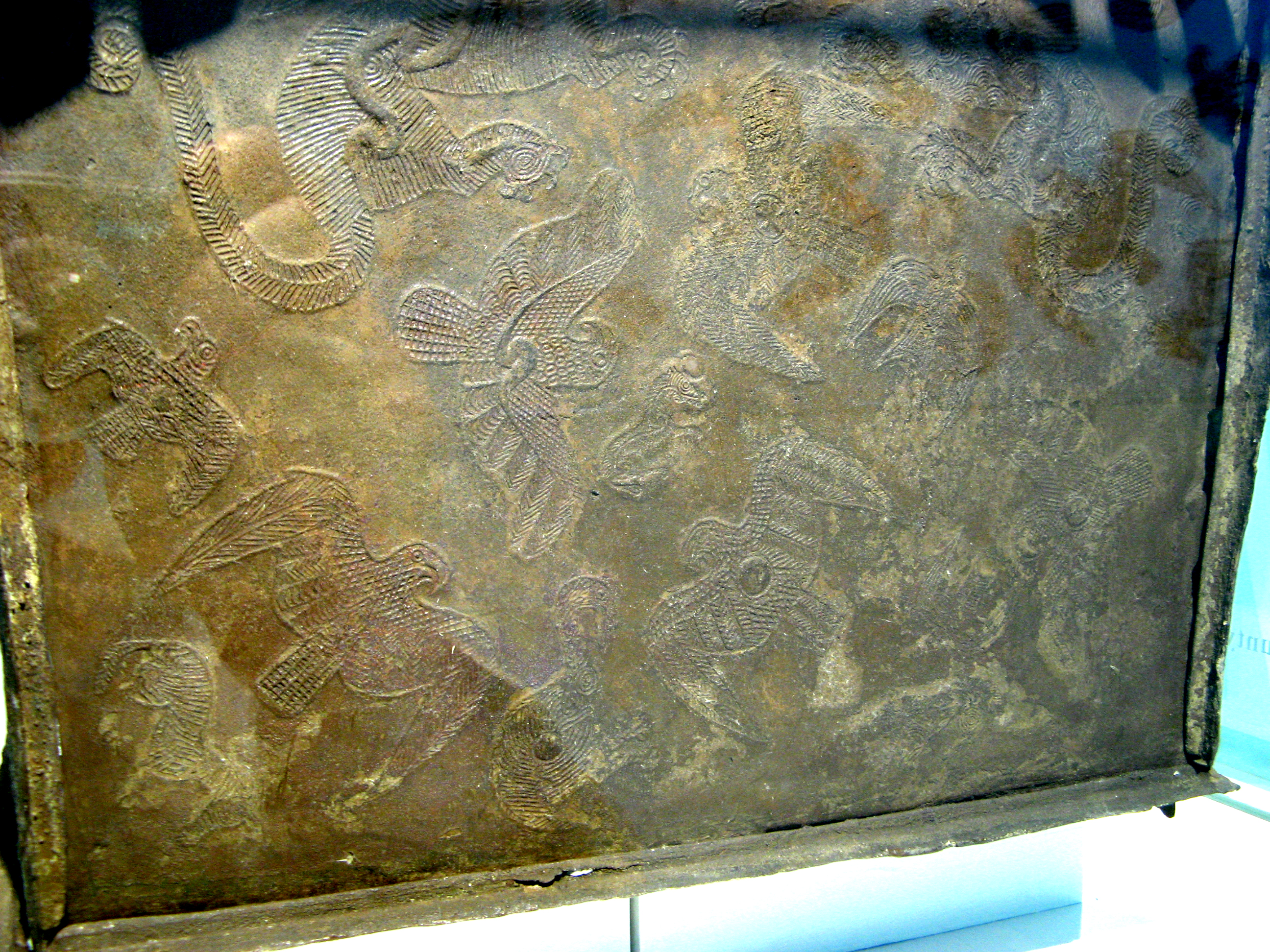
云雷鸟兽纹铜棺 燕纹、虎纹、豹纹、鹿纹、水鸟纹